# Brassica oleracea var. botrytis (coliflor)

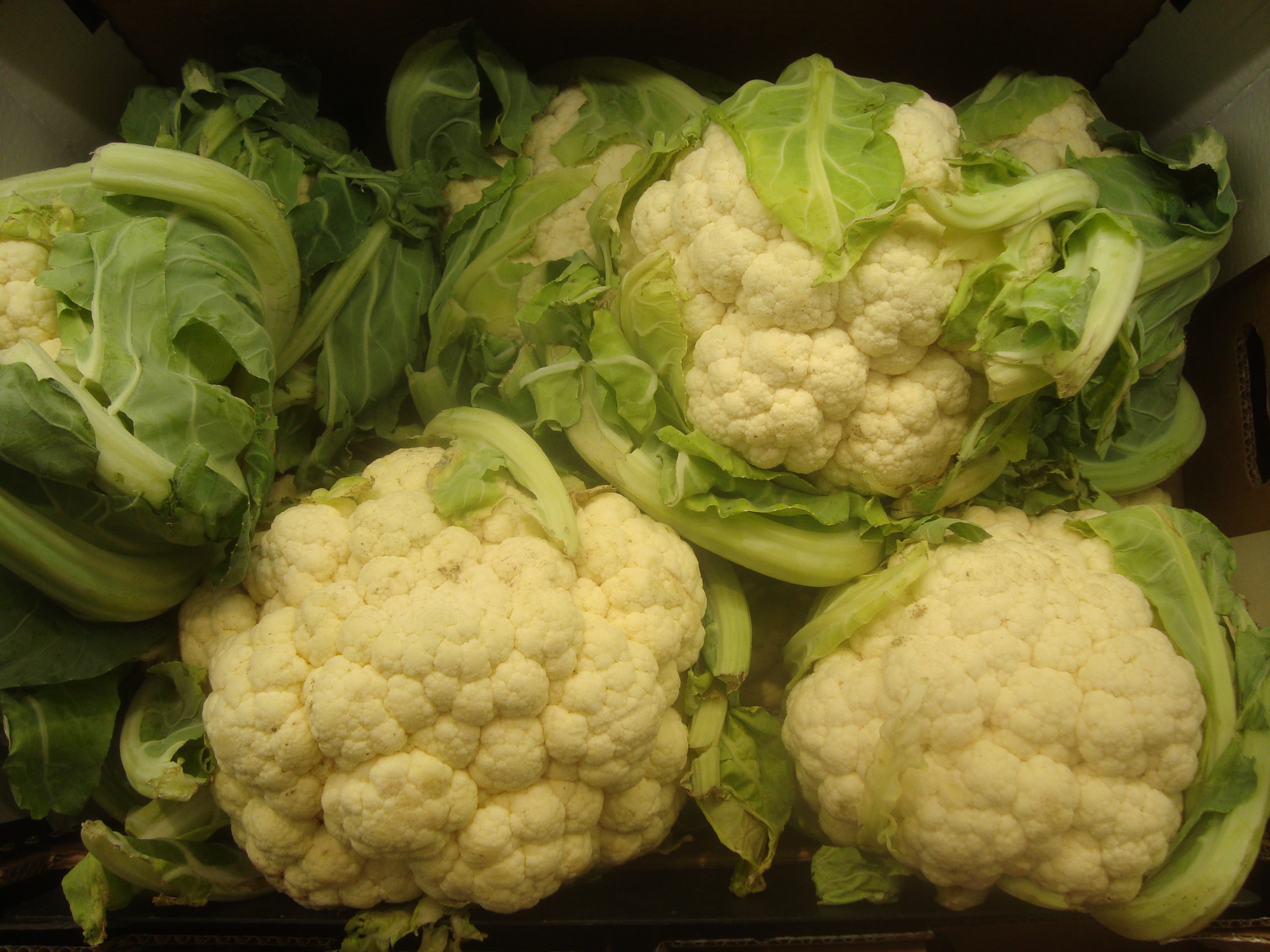
Coliflores blancas

La coliflor (Brassica oleracea var. botrytis) es una variedad de la especie Brassica oleracea, en el grupo de cultivares Botrytis de la familia Brassicaceae. 
Se trata de una planta anual que se reproduce por semillas y que encuentra en su mejor momento entre los meses de septiembre y enero en el hemisferio norte, aunque se puede disponer de ella durante todo el año. Contiene muchos elementos fitoquímicos, algunos de los cuales, como los compuestos azufrados, sobre todo el dimetilsulfuro y el trimetilsulfuro, desprenden un fuerte olor durante su cocción.
La inflorescencia inmadura forma una pella, que es la parte empleada para su consumo, rodeada de gruesas hojas verdes. Corresponde al meristemo floral hipertrofiado y carnoso. Su tamaño puede alcanzar los 30 cm de diámetro y puede llegar a pesar más de 2 kg. El color de la carne puede ser blanco amarillento, verde o violeta según la variedad cultivada. Tiene un sabor suave y, en ocasiones, ligeramente dulzón.
Está emparentada con el brécol o brócoli, aunque la cabeza de este es verde.

## Historia
La coliflor proviene probablemente de la col silvestre griega (Brassica cretica). Fue introducido en el Cercano Oriente donde aparentemente fue seleccionado. Es citado por Ibn al'Awwam en el siglo XII+. Llamada col de Siria, col de Chipre, luego col de Candia (isla de Creta) y col de Malta, esta sucesión de nombres muestra su paso de Oriente a Occidente hasta llegar a Italia donde llegó en el siglo XVI. Se diversificará enormemente a través del contacto con otras coles que se cultivan ahí desde hace mucho tiempo. Su llegada a Francia fue anotada por Olivier de Serres en 1600 bajo el nombre de cavolofiore, posteriormente traducido como coliflor. Su popularidad en Italia la puso de moda desde el Renacimiento en adelante. Los reyes franceses Luis XIV y Luis XV eran muy aficionados y en la corte se crearon varias recetas, como el “potaje a la du Barry”. Sin embargo, su cultivo no se desarrolló en Francia hasta 1830.

## Horticultura

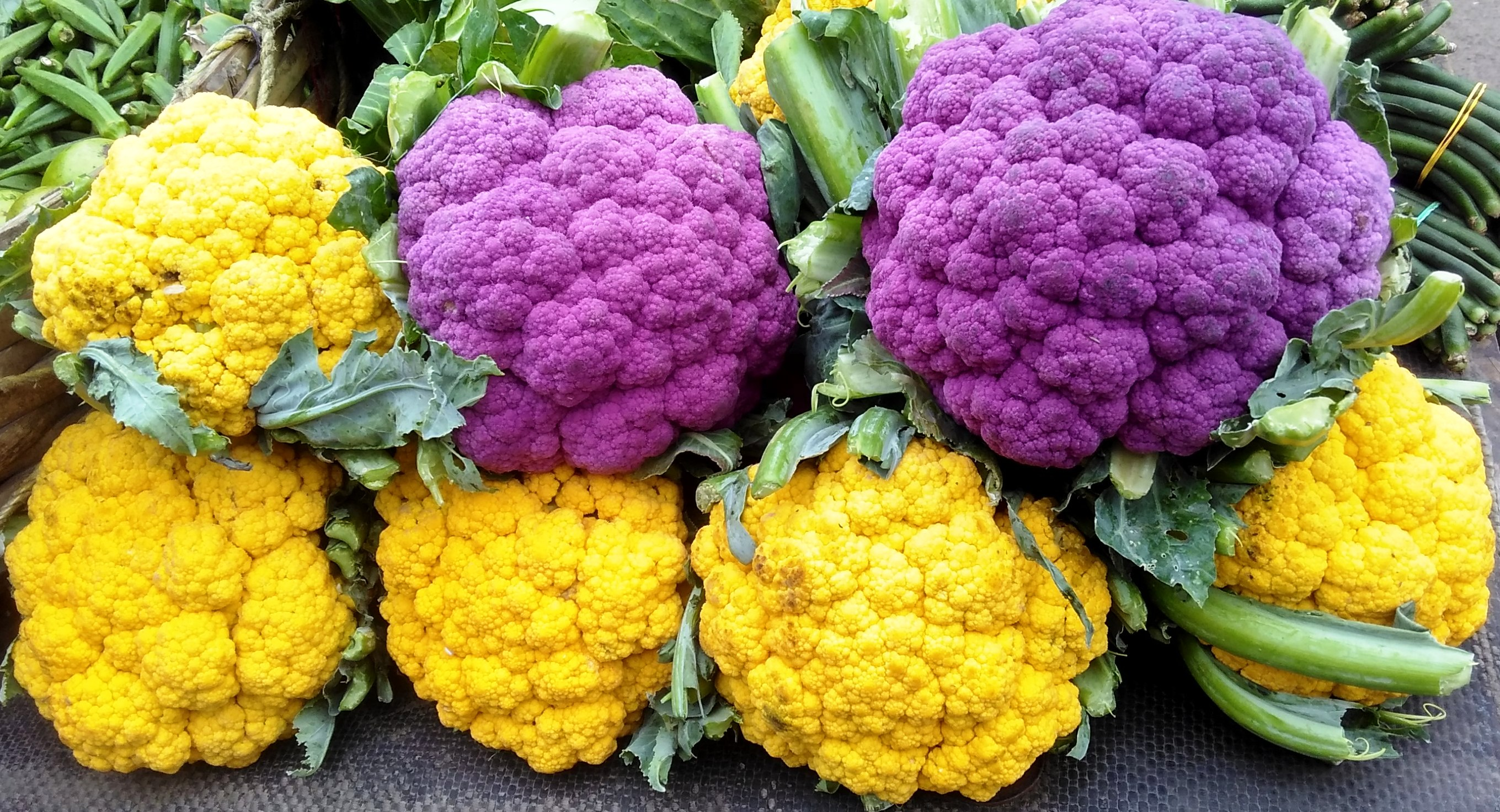
Variedades naranjas y moradas de coliflor

El cultivo de la coliflor es relativamente difícil en comparación con el de la col, con problemas comunes como una cabeza poco desarrollada.

### Condiciones climáticas
Las condiciones climáticas son un factor limitante para la producción de coliflor. Esta planta crece mejor a temperaturas diurnas moderadas de 21-29 °C (70-85 °F), con abundante sol y condiciones de suelo húmedo con alto contenido en materia orgánica y suelos arenosos. La madurez más temprana posible para la coliflor es de 7 a 12 semanas desde el trasplante. En el hemisferio norte, las plantaciones de temporada de otoño en julio pueden permitir la cosecha antes de las heladas de otoño.
Los largos periodos de exposición al sol en verano pueden provocar la decoloración de las cabezas de coliflor apareiendoun tono rojo púrpura.

### Siembra y trasplante
Las coliflores transplantables pueden producirse en contenedores como pisos, semilleros o campos. En un suelo suelto, bien drenado y fértil, las plántulas de campo se plantan a poca profundidad 1 cm (1⁄2 in) y se espacian con un espacio amplio - unas 12 plantas por cada 30 cm (1 ft).[1] Las temperaturas ideales de crecimiento son de unos 18 °C (65 °F) cuando las plántulas tienen entre 25 y 35 días. Las aplicaciones de fertilizante a las plántulas en desarrollo comienzan cuando aparecen las hojas, normalmente con una solución iniciadora semanal.
El trasplante al campo suele comenzar a finales de la primavera y puede prolongarse hasta mediados del verano. La distancia entre hileras es de unos 38-46 cm (15-18 pulgadas). Un crecimiento vegetativo rápido tras el trasplante puede beneficiarse de procedimientos como evitar las heladas primaverales, utilizar soluciones iniciadoras ricas en fósforo, regar semanalmente y aplicar fertilizantes.

### Trastornos, plagas y enfermedades
Los trastornos más importantes que afectan a la calidad de la coliflor son el tallo hueco, el retraso en el crecimiento de la cabeza o el abotonamiento, la formación de hongos, el oscurecimiento y la quemadura de la punta de las hojas. Entre las principales plagas que afectan a la coliflor se encuentran los pulgones, los gusanos de la raíz, los gusanos cortadores, las polillas y los escarabajos pulga. La planta es susceptible a la podredumbre negra, la pata negra, la raíz club, la mancha negra de la hoja y el mildiú velloso.

### Polinización
Muchas especies de moscardones, incluida Calliphora vomitoria, son polinizadores conocidos de la coliflor. 

### Cosecha
Cuando la coliflor está madura, las cabezas son de color blanco claro, compactas y de 15-20 cm (6-8 pulgadas) de diámetro, y deben enfriarse poco después de la cosecha. Para una conservación óptima, puede ser necesaria la refrigeración por aire forzado para eliminar el calor del campo durante las épocas calurosas. El almacenamiento a corto plazo es posible utilizando condiciones de almacenamiento frescas y de alta humedad.

## Variedades

### Blanca
La coliflor blanca es el color más común, con una inflorescencia blanca, rodeada de hojas verdes.

### Naranja
La coliflor naranja contiene betacaroteno como pigmento. Este rasgo se originó a partir de una mutación natural encontrada en un campo de coliflor en Canadá. Los cultivares incluyen la 'Cheddar' y la 'Orange Bouquet'.

### Verde
La coliflor verde está disponible en forma de inflorescencia normal o con una inflorescencia fractal llamada brócoli romanesco. Ambos están disponibles comercialmente en Estados Unidos y Europa desde principios de la década de 1990. Las variedades de cabeza verde incluyen 'Alverda', 'Green Goddess' y 'Vorda'. Las variedades romanescas incluyen la 'Minareto' y la 'Veronica'.

### Violácea
El color morado de esta coliflor se debe a la presencia de antocianinas, pigmentos solubles en agua que se encuentran en muchas otras plantas y productos vegetales, como la col lombarda y el vino tinto. Las variedades incluyen la 'Graffiti' y la 'Purple Cape'.

## Preparaciones culinarias

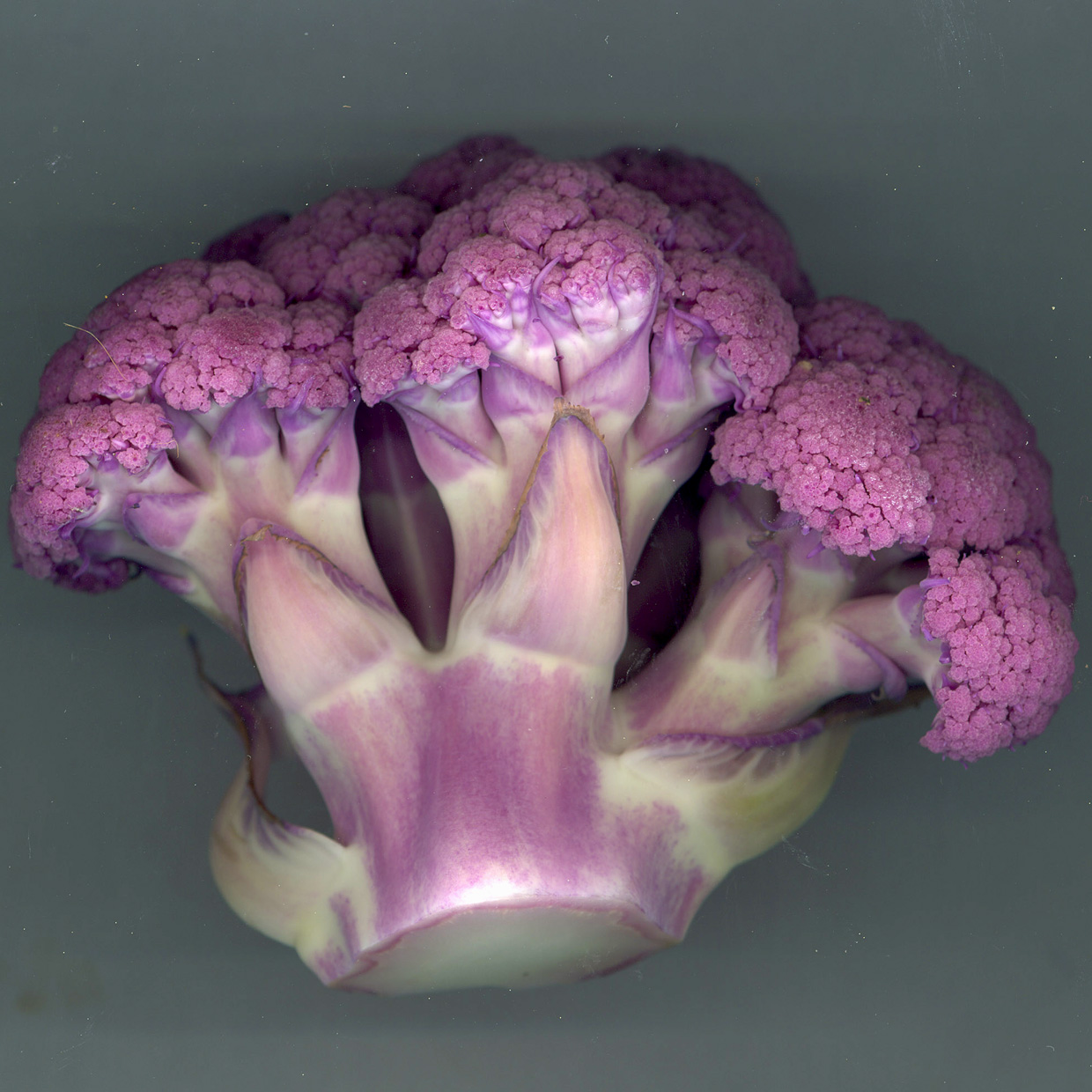
Parte de la inflorescencia de una coliflor morada.

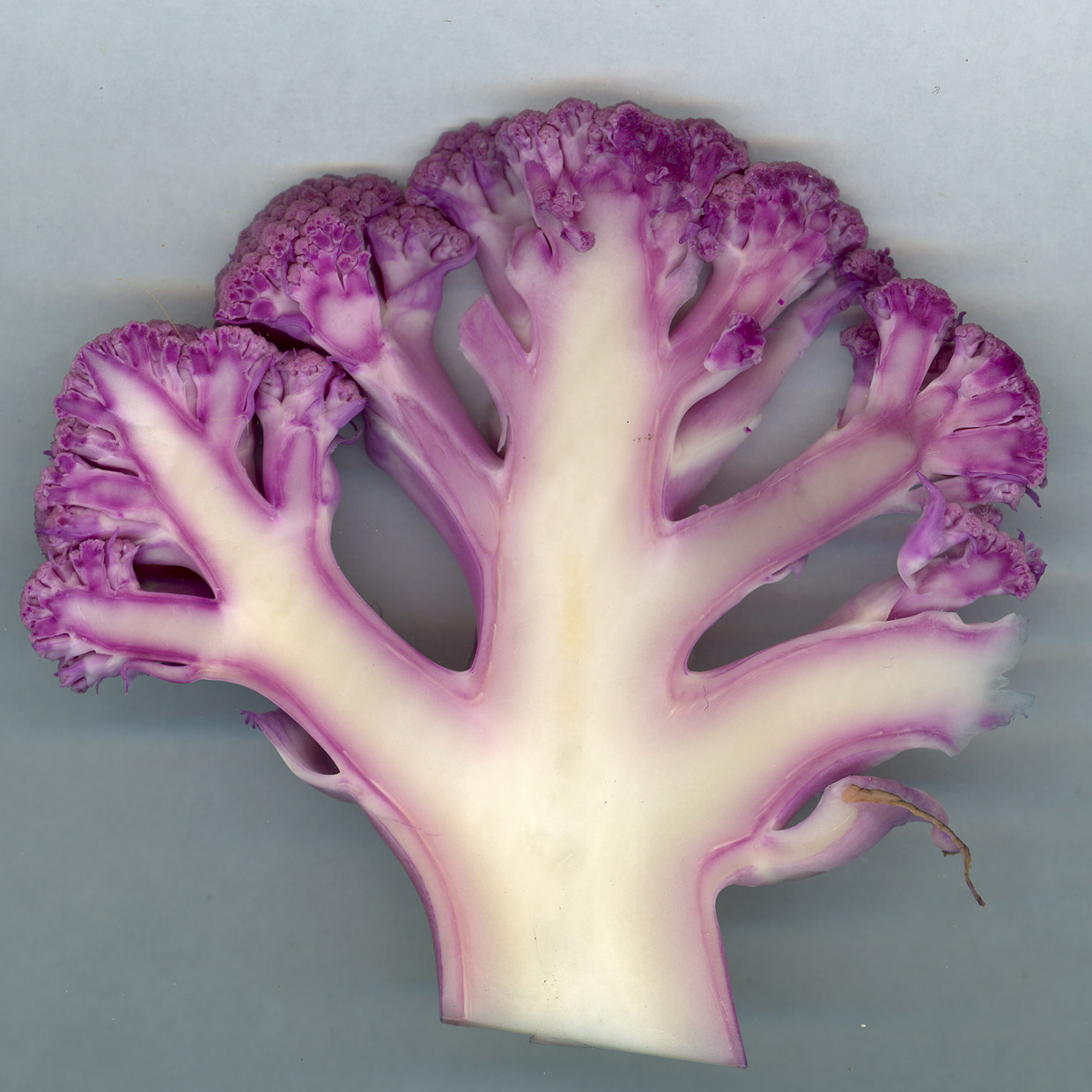
Sección longitudinal de una parte de la inflorescencia de una coliflor morada.

La coliflor se ha convertido en un ingrediente cada vez más popular en la gastronomía contemporánea, valorada por su versatilidad, beneficios nutricionales y su capacidad para imitar otros ingredientes en platos a base de plantas y bajos en carbohidratos. Lo que antes se consideraba una verdura humilde, ha experimentado un renacimiento, siendo incorporada en una amplia variedad de cocinas del mundo, desde platos tradicionales hasta creaciones culinarias modernas e innovadoras.
Puede prepararse al vapor, asada, frita, estofada, hervida o gratinada. Puede servirse como acompañamiento de otros platos, como legumbres o arroz, o como ingrediente básico en una saludable menestra de verduras. También se puede usar como acompañante de algunos pescados, como el bacalao, o incluso puede formar parte de tortilla.
En su forma cruda, la coliflor se utiliza a menudo en ensaladas o como un toque crujiente en bandejas de vegetales, ofreciendo un sabor suave y ligeramente picante. También puede ser finamente rallada o procesada con "arroz" o "cuscús", sirviendo como una alternativa baja en carbohidratos a los granos como el arroz o el bulgur, lo que la convierte en una opción popular en dietas sin gluten, keto y paleo. Esto hace que la coliflor sea una base fantástica para crear versiones más saludables de platos con almidón.
Una de las transformaciones más emocionantes de la coliflor en los últimos años ha sido su capacidad para replicar la textura y el sabor de la carne o el queso. Los "bifes" de coliflor, por ejemplo, se han convertido en un plato de moda para vegetarianos y veganos, donde rebanadas gruesas de coliflor se asan o se hacen al grill con hierbas y especias para crear un plato sustancioso y satisfactorio. La adaptabilidad de la coliflor también se extiende a su conversión en "alitas", a menudo empanadas y fritas, o asadas con especias, proporcionando una alternativa vegetal a las alitas de pollo.
Además, la coliflor ha ganado protagonismo en la creación de bases de pizza a base de plantas. Cuando se combina con queso, huevos y condimentos, la coliflor puede formar una consistencia parecida a la masa, proporcionando una alternativa sin gluten y con menos carbohidratos a la masa tradicional de pizza. Este enfoque innovador ha revolucionado la industria de la pizza, atendiendo a quienes buscan opciones sin gluten o desean reducir su ingesta de carbohidratos.
El perfil de sabor de la coliflor se adapta bien a una amplia gama de cocinas globales. En la cocina india, a menudo se presenta en platos como el Aloo gobi, un curry especiado hecho con papas y coliflor. En la cocina mediterránea, puede asarse y servirse con tahini o incorporarse en ensaladas estilo tabulé. El sabor suave de la coliflor también combina maravillosamente con ingredientes audaces, como ajo, curry, limón y hierbas frescas.
Finalmente, la coliflor es una fuente poderosa de nutrientes, llena de fibra, vitaminas C y K, y antioxidantes, lo que la convierte en una excelente opción para quienes buscan aumentar su ingesta de vegetales. Su capacidad para adaptarse a diversas técnicas de cocción — ya sea asada, al vapor, triturada o salteada — junto con su sabor suave y su textura sustanciosa, asegura que la coliflor siga siendo un ingrediente básico en cocinas innovadoras y conscientes de la salud.

## Taxonomía
Brassica oleracea var. botrytis fue descrita por Carlos Linneo y publicado en Species Plantarum 2: 667. 1753.
La Brassica oleracea var. botrytis es una variedad de col común (Brassica oleracea), fruto de varios siglos de selección.

### Producción mundial
| Producción en toneladas, datos de 2003 y 2004 Datos de FAOSTAT (Organización de las Naciones Unidas para la Alimentación y la Agricultura FAO) |            |       |            |       |
| China | 7 084 863  | 44 %  | 7 334 500  | 45 %  |
| India | 4 800 000  | 30 %  | 4 800 000  | 29 %  |
| Italia | 503 705    | 3 %   | 500 000    | 3 %   |
| España | 488 400    | 3 %   | 492 400    | 3 %   |
| Francia | 413 657    | 3 %   | 385 267    | 2 %   |
| Estados Unidos de América | 397 850    | 2 %   | 397 850    | 2 %   |
| Pakistán | 201 000    | 1 %   | 201 000    | 1 %   |
| Mexico | 200 000    | 1 %   | 200 000    | 1 %   |
| Polonia | 188 845    | 1 %   | 180 000    | 1 %   |
| Otros países | 1 904 799  | 12 %  | 1 892 566  | 12 %  |
| Total | 16 183 119 | 100 % | 16 383 583 | 100 % |